# Saison 2005-2006 du Toulouse Football Club
Chronologie
Saison précédente Saison suivante
Cet article présente la saison 2005-2006 du Toulouse FC. Le club est engagé en Ligue 1, en Coupe de France, et en Coupe de la Ligue.

## Équipe

### Effectif professionnel
| N°                 | Nom                   | Poste                               | Naissance                           | Nationalité      | Sélections     |
| Gardiens           |                       |                                     |                                     |                  |                |
| 1                  | Christophe Revault    | Gardien                             | 22 mars 1972 à Paris                | France           | France A'      |
| 16                 | Nicolas Douchez       | Gardien                             | 24 avril 1980 à Rosny-sous-Bois     | France           |                |
| 30                 | Benoît Benvegnu       | Gardien                             | 18 janvier 1985 à Montauban         | France           |                |
| Défenseurs         |                       |                                     |                                     |                  |                |
| 3                  | Daniel Congré         | Défenseur central                   | 5 avril 1985 à Toulouse             | France           | France Espoirs |
| 4                  | Dominique Arribagé    | Défenseur central                   | 11 avril 1971 à Suresnes            | France           |                |
| 5                  | Jérémy Mathieu        | Arrière gauche ou milieu gauche     | 29 octobre 1983 à Luxeuil-les-Bains | France           | France A'      |
| 7                  | Stéphane Lièvre       | Arrière gauche ou défenseur central | 3 octobre 1972 à Paris              | France           |                |
| 9                  | Issoumaïla Dao        | Arrière droit ou défenseur central  | 27 octobre 1983 à Abidjan           | Côte d'Ivoire    |                |
| 12                 | Lucien Aubey          | Arrière gauche                      | 24 mai 1984 à Brazzaville           | France           | France Espoirs |
| 13                 | Albin Ebondo          | Arrière droit                       | 23 février 1984 à Marseille         | France           | France Espoirs |
| 21                 | Henri Bedimo          | Arrière gauche                      | 4 juin 1984 à Douala                | Cameroun         |                |
| 27                 | Mohamed Fofana        | Arrière droit ou défenseur central  | 7 mars 1985 à Gonesse               | France           |                |
| Milieux de terrain |                       |                                     |                                     |                  |                |
| 6                  | Julien Cardy          | Milieu défensif                     | 29 septembre 1981 à Pau             | France           |                |
| 8                  | Thibault Giresse      | Milieu offensif                     | 25 mai 1981 à Talence               | France           |                |
| 14                 | Pantxi Sirieix        | Milieu défensif                     | 7 octobre 1980 à Bordeaux           | France           | Pays basque    |
| 18                 | Yacine Abdessadki     | Milieu offensif                     | 1er janvier 1981 à Nice             | France           | Maroc A        |
| 19                 | Nabil Taïder          | Milieu défensif                     | 26 avril 1983 à Lavaur              | France           |                |
| 20                 | Achille Emana         | Milieu offensif                     | 5 juin 1982 à Yaoundé               | Cameroun         | Cameroun A     |
| 23                 | Alexandre Bonnet      | Milieu offensif                     | 17 octobre 1986 à La Roche-sur-Yon  | France           | France Espoirs |
| 25                 | Nicolas Dieuze        | Milieu défensif                     | 7 mai 1979 à Albi                   | France           |                |
| 29                 | Laurent Batlles       | Milieu offensif                     | 23 septembre 1975 à Nantes          | France           |                |
| Attaquants         |                       |                                     |                                     |                  |                |
| 10                 | Daniel Moreira        | Avant-centre                        | 8 août 1977 à Maubeuge              | France           | France A       |
| 11                 | Francileudo Santos    | Avant-centre                        | 20 mars 1979 à Zé Doca              | Tunisie et       | Tunisie A      |
| 15                 | Bryan Bergougnoux     | Milieu offensif ou avant-centre     | 12 janvier 1983 à Lyon              | France           | France Espoirs |
| 17                 | Fodé Mansaré          | Ailier gauche                       | 3 septembre 1981 à Conakry          | Guinée           | Guinée A       |
| 22                 | Benjamin Psaume       | Avant centre                        | 12 janvier 1985 à Auch              | France           |                |
| 26                 | Jean-Louis Akpa Akpro | Avant-centre                        | 4 janvier 1985 à Toulouse           | Côte d'Ivoire et |                |

### Transferts

#### Été 2005
| Nom                   | Nationalité          | Transfert                   | Provenance/Destination        | Division     |
| Arrivées              |                      |                             |                               |              |
| Transferts définitifs |                      |                             |                               |              |
| Yacine Abdessadki     | Maroc                |                             | Racing Club de Strasbourg     | Ligue 1      |
| Laurent Batlles       | France               | Transfert de 900 000 €      | Olympique de Marseille        | Ligue 1      |
| Bryan Bergougnoux     | France               | Contrat de 4 ans            | Olympique lyonnais            | Ligue 1      |
| Fodé Mansaré          | Guinée               | Contrat de 4 ans            | Montpellier HSC               | Ligue 1      |
| Jérémy Mathieu        | France               | Contrat de 4 ans            | FC Sochaux                    | Ligue 1      |
| Francileudo Santos    | Tunisie              | Transfert de 3,25M€         | FC Sochaux                    | Ligue 1      |
| Prêts                 |                      |                             |                               |              |
| Retours de prêt       |                      |                             |                               |              |
| Cédric Fauré          | France               | Expiration de durée de prêt | EA Guingamp                   | Ligue 2      |
| Départs               |                      |                             |                               |              |
| Transferts définitifs |                      |                             |                               |              |
| Anthony Braizat       | France               | Fin de contrat              |                               |              |
| Ludovic Clément       | France               |                             | Montpellier HSC               | Ligue 1      |
| Eduardo               | Brésil               | Transféré                   | FC Bâle                       | Super League |
| Cédric Fauré          | France               | Transféré                   | FC Istres                     | Ligue 2      |
| Evegniy Gavriuk       |                      | Fin de contrat              |                               |              |
| Predrag Ocokoljić     | Serbie-et-Monténégro |                             | La Berrichonne de Châteauroux | Ligue 2      |
| Julien Sola           | France               |                             | AS Moulins                    | National     |
| David Suarez          | France               | Transféré                   | EA Guingamp                   | Ligue 2      |
| Prêts                 |                      |                             |                               |              |
| Retours de prêt       |                      |                             |                               |              |
| François Clerc        | France               | Expiration de durée de prêt | Olympique lyonnais            | Ligue 1      |
| Stéphane Dalmat       | France               | Expiration de durée de prêt | Inter Milan                   | Série A      |

#### Hiver 2006
| Nom                   | Nationalité | Transfert        | Provenance/Destination    | Division |
| Arrivées              |             |                  |                           |          |
| Transferts définitifs |             |                  |                           |          |
| Départs               |             |                  |                           |          |
| Transferts définitifs |             |                  |                           |          |
| Yacine Abdessadki     | Maroc       | Transféré        | Racing Club de Strasbourg | Ligue 1  |
| Prêts                 |             |                  |                           |          |
| Benjamin Psaume       | France      | Prêt de six mois | FC Sète                   | Ligue 2  |

### Staff technique
| Entraîneur              | : Erick Mombaerts                  | France |
| Entraîneur adjoint      | : Alain Casanova                   | France |
| Entraîneur des gardiens | : Christophe Gardié                | France |
| Préparateurs physiques  | : Richard Heubert et Bernard Faure | France |

## Résultats

### Ligue 1
| Journée 1 30 juillet 2005 7e place 3 points | FC Sochaux-Montbéliard        | 0–1 | Toulouse FC                                                                                | 20:00 - Stade Auguste-Bonal, Montbéliard    |                                             |
|                                             | Ilan 37e · Mickaël Isabey 49e |     | Francileudo Santos 16e · Dominique Arribagé 42e · Albin Ebondo 75e · Bryan Bergougnoux 89e | Spectateurs : 13 234 Arbitrage : Bruno Coué | Spectateurs : 13 234 Arbitrage : Bruno Coué |
|                                             | Rapport                       |     |                                                                                            | Spectateurs : 13 234 Arbitrage : Bruno Coué | Spectateurs : 13 234 Arbitrage : Bruno Coué |

| Journée 2 6 août 2005 9e place 3 point | Toulouse FC            | 0–2 | OGC Nice                                                                          | 20:00 - Stadium municipal, Toulouse            |                                                |
|                                        | Dominique Arribagé 36e |     | Bakary Koné 17e · Sammy Traoré 29e (pen.) · Mamadou Bagayoko 49e · Cyril Rool 54e | Spectateurs : 18 866 Arbitrage : Fredy Fautrel | Spectateurs : 18 866 Arbitrage : Fredy Fautrel |
|                                        | Rapport                |     |                                                                                   | Spectateurs : 18 866 Arbitrage : Fredy Fautrel | Spectateurs : 18 866 Arbitrage : Fredy Fautrel |

| Journée 3 13 août 2005 15e place 3 points | Paris Saint-Germain FC                                                                                              | 2–0 | Toulouse FC                                                | 17:15 - Parc des Princes, Paris                |                                                |
|                                           | Bernard Mendy 21e · Bonaventure Kalou 35e · Pedro Miguel Pauleta 43e · Édouard Cissé 56e · Pedro Miguel Pauleta 61e |     | Julien Cardy 9e · Bryan Bergougnoux 30e · Fodé Mansaré 54e | Spectateurs : 41 341 Arbitrage : Philippe Kalt | Spectateurs : 41 341 Arbitrage : Philippe Kalt |
|                                           | Rapport |     |                                                            | Spectateurs : 41 341 Arbitrage : Philippe Kalt | Spectateurs : 41 341 Arbitrage : Philippe Kalt |

| Journée 4 21 août 2005 15e place 4 points | Toulouse FC                                                  | 1–1 | AS Saint-Étienne                         | 18:00 - Stadium municipal, Toulouse           |                                               |
|                                           | Daniel Moreira 39e · Julien Cardy 61e · Alexandre Bonnet 73e |     | Didier Zokora 40e · David Hellebuyck 58e | Spectateurs : 21 902 Arbitrage : Saïd Ennjimi | Spectateurs : 21 902 Arbitrage : Saïd Ennjimi |
|                                           | Rapport                                                      |     |                                          | Spectateurs : 21 902 Arbitrage : Saïd Ennjimi | Spectateurs : 21 902 Arbitrage : Saïd Ennjimi |

| Journée 5 24 août 2005 15e place 5 points | LOSC Lille Métropole     | 0–0 | Toulouse FC | 20:30 - Stadium Nord, Villeneuve-d'Ascq         |                                                 |
|                                           | Stephan Lichtsteiner 56e |     |             | Spectateurs : 12 725 Arbitrage : Claude Colombo | Spectateurs : 12 725 Arbitrage : Claude Colombo |
|                                           | Rapport                  |     |             | Spectateurs : 12 725 Arbitrage : Claude Colombo | Spectateurs : 12 725 Arbitrage : Claude Colombo |

| Journée 6 10 septembre 2005 17e place 5 points | Toulouse FC                            | 0–2 | Le Mans UC 72 | 20:00 - Stadium municipal, Toulouse            |                                                |
|                                                | Daniel Moreira 10e · Achille Emana 65e |     | Chiguy Lucau 12e · Frédéric Thomas 14e · Olivier Thomas 19e · Chiguy Lucau 24e · Marko Baša 50e · Yohan Hautcœur 85e | Spectateurs : 14 766 Arbitrage : Bruno Ruffray | Spectateurs : 14 766 Arbitrage : Bruno Ruffray |
|                                                | Rapport                                |     | | Spectateurs : 14 766 Arbitrage : Bruno Ruffray | Spectateurs : 14 766 Arbitrage : Bruno Ruffray |

| Journée 7 17 septembre 2005 17e place 5 points | FC Nantes                                                                              | 2–0 | Toulouse FC                                 | 20:00 - Stade de la Beaujoire, Nantes           |                                                 |
|                                                | Mamadou Diallo 17e · Jean-Jacques Pierre 27e · Mamadou Diallo 32e · Mamadou Diallo 75e |     | Yacine Abdessadki 51e · Laurent Batlles 67e | Spectateurs : 24 889 Arbitrage : Bertrand Layec | Spectateurs : 24 889 Arbitrage : Bertrand Layec |
|                                                | Rapport                                                                                |     |                                             | Spectateurs : 24 889 Arbitrage : Bertrand Layec | Spectateurs : 24 889 Arbitrage : Bertrand Layec |

| Journée 8 21 septembre 2005 17e place 8 points | Toulouse FC                                                                                 | 1–0 | Olympique de Marseille                  | 18:15 - Stadium municipal, Toulouse               |                                                   |
|                                                | Bryan Bergougnoux 12e · Dominique Arribagé 21e · Achille Emana 53e · Francileudo Santos 74e |     | Demetrius Ferreira 45e · Lorik Cana 73e | Spectateurs : 27 663 Arbitrage : Hervé Piccirillo | Spectateurs : 27 663 Arbitrage : Hervé Piccirillo |
|                                                | Rapport                                                                                     |     |                                         | Spectateurs : 27 663 Arbitrage : Hervé Piccirillo | Spectateurs : 27 663 Arbitrage : Hervé Piccirillo |

| Journée 9 24 septembre 2005 14e place 11 points | RC Strasbourg                                                            | 2–4 | Toulouse FC | 20:00 - Stade de la Meinau, Strasbourg           |                                                  |
|                                                 | Karim Haggui 5e · Yves Deroff 25e · Karim Haggui 41e · Ulrich Le Pen 83e |     | Laurent Batlles 2e · Mohamed Fofana 4e · Daniel Moreira 7e · Yacine Abdessadki 43e · Issoumaïla Dao 49e · Laurent Batlles 52e · Albin Ebondo 62e · Nicolas Dieuze 64e · Francileudo Santos 76e | Spectateurs : 15 327 Arbitrage : Stéphane Lannoy | Spectateurs : 15 327 Arbitrage : Stéphane Lannoy |
|                                                 | Rapport                                                                  |     | | Spectateurs : 15 327 Arbitrage : Stéphane Lannoy | Spectateurs : 15 327 Arbitrage : Stéphane Lannoy |

| Journée 10 2 octobre 2005 10e place 14 points | Toulouse FC                                                     | 2–0 | AJ Auxerre                                  | 18:00 - Stadium municipal, Toulouse               |                                                   |
|                                               | Laurent Batlles 40e · Achille Emana 46e · Bryan Bergougnoux 53e |     | Mathieu Berson 35e · Stephane Grichting 86e | Spectateurs : 18 621 Arbitrage : Patrick Lhermite | Spectateurs : 18 621 Arbitrage : Patrick Lhermite |
|                                               | Rapport                                                         |     |                                             | Spectateurs : 18 621 Arbitrage : Patrick Lhermite | Spectateurs : 18 621 Arbitrage : Patrick Lhermite |

| Journée 11 15 octobre 2005 12e place 14 points | AS Nancy-Lorraine                                                                                       | 2–0 | Toulouse FC                                                      | 20:00 - Stade Marcel-Picot, Tomblaine                  |                                                        |
|                                                | Pape Diakhaté 26e · Éli Kroupi 49e (pen.) · Adailton 51e · Gaston Curbelo 55e · Frédéric Biancalani 88e |     | Jérémy Mathieu 37e · Christophe Revault 49e · Daniel Moreira 84e | Spectateurs : 17 001 Arbitrage : Jean-Charles Cailleux | Spectateurs : 17 001 Arbitrage : Jean-Charles Cailleux |
|                                                | Rapport                                                                                                 |     |                                                                  | Spectateurs : 17 001 Arbitrage : Jean-Charles Cailleux | Spectateurs : 17 001 Arbitrage : Jean-Charles Cailleux |

| Journée 12 22 octobre 2005 14e place 15 points | Toulouse FC                                                                     | 1–1 | FC Girondins de Bordeaux                                  | 20:00 - Stadium municipal, Toulouse                |                                                    |
|                                                | Jérémy Mathieu 23e · Nicolas Dieuze 35e · Daniel Moreira 41e · Albin Ebondo 55e |     | David Jemmali 45e · Fernando 49e · Juan Pablo Francia 57e | Spectateurs : 25 468 Arbitrage : Jean-Paul Chaudre | Spectateurs : 25 468 Arbitrage : Jean-Paul Chaudre |
|                                                | Rapport                                                                         |     |                                                           | Spectateurs : 25 468 Arbitrage : Jean-Paul Chaudre | Spectateurs : 25 468 Arbitrage : Jean-Paul Chaudre |

| Journée 13 29 octobre 2005 15e place 15 points | RC Lens                                                   | 1–0 | Toulouse FC                                | 20:00 - Stade Félix-Bollaert, Lens             |                                                |
|                                                | Alou Diarra 20e · Daniel Cousin 24e · Vitorino Hilton 43e |     | Achille Emana 72e · Dominique Arribagé 75e | Spectateurs : 29 174 Arbitrage : Bruno Ruffray | Spectateurs : 29 174 Arbitrage : Bruno Ruffray |
|                                                | Rapport                                                   |     |                                            | Spectateurs : 29 174 Arbitrage : Bruno Ruffray | Spectateurs : 29 174 Arbitrage : Bruno Ruffray |

| Journée 14 5 novembre 2005 15e place 15 points | Toulouse FC                               | 0–1 | Olympique lyonnais             | 17:15 - Stadium municipal, Toulouse          |                                              |
|                                                | Thibault Giresse 58e · Daniel Moreira 64e |     | Sidney Govou 64e · Juninho 33e | Spectateurs : 28 254 Arbitrage : Alain Hamer | Spectateurs : 28 254 Arbitrage : Alain Hamer |
|                                                | Rapport                                   |     |                                | Spectateurs : 28 254 Arbitrage : Alain Hamer | Spectateurs : 28 254 Arbitrage : Alain Hamer |

| Journée 15 20 novembre 2005 16e place 15 points | Stade rennais FC                                                                                | 4–1 | Toulouse FC                            | 18:00 - Stade de la route de Lorient, Rennes     |                                                  |
|                                                 | Yoann Gourcuff 27e · Abdeslam Ouaddou 49e · Alexander Frei 56e · Olivier Monterrubio 86e (pen.) |     | Jérémy Mathieu 30e · Daniel Congré 80e | Spectateurs : 20 492 Arbitrage : Pascal Garibian | Spectateurs : 20 492 Arbitrage : Pascal Garibian |
|                                                 | Rapport                                                                                         |     |                                        | Spectateurs : 20 492 Arbitrage : Pascal Garibian | Spectateurs : 20 492 Arbitrage : Pascal Garibian |

| Journée 16 26 novembre 2005 16e place 18 points | Toulouse FC                                                                                | 3–0 | AC Ajaccio                                                                       | 20:00 - Stadium municipal, Toulouse           |                                               |
|                                                 | Daniel Moreira 17e (pen.) · Nicolas Dieuze 42e · Jérémy Mathieu 59e · Alexandre Bonnet 90e |     | Antônio Carlos 16e · Kamel Chafni 73e · Daouda Jabi 75e · Christophe Bastien 90e | Spectateurs : 14 000 Arbitrage : Tony Chapron | Spectateurs : 14 000 Arbitrage : Tony Chapron |
|                                                 | Rapport                                                                                    |     |                                                                                  | Spectateurs : 14 000 Arbitrage : Tony Chapron | Spectateurs : 14 000 Arbitrage : Tony Chapron |

| Journée 17 3 décembre 2005 16e place 19 points | FC Metz                                          | 2–2 | Toulouse FC                                                    | 20:00 - Stade Saint-Symphorien, Longeville-lès-Metz |                                                |
|                                                | Grégory Proment 15e (pen.) · Grégory Proment 65e |     | Daniel Moreira 40e · Fodé Mansaré 42e · Francileudo Santos 90e | Spectateurs : 12 367 Arbitrage : Philippe Kalt      | Spectateurs : 12 367 Arbitrage : Philippe Kalt |
|                                                | Rapport                                          |     |                                                                | Spectateurs : 12 367 Arbitrage : Philippe Kalt      | Spectateurs : 12 367 Arbitrage : Philippe Kalt |

| Journée 18 10 décembre 2005 14e place 22 points | Toulouse FC                                                                                              | 2-1 | ESTAC                                                                          | 20:00 - Stadium municipal, Toulouse            |                                                |
|                                                 | Laurent Batlles 3e · Achille Emana 18e · Bryan Bergougnoux 45e · Nicolas Dieuze 85e · Jérémy Mathieu 89e |     | Sébastien Grax 7e · Blaise Matuidi 17e · Carl Tourenne 78e · Gharib Amzine 82e | Spectateurs : 16 983 Arbitrage : Bruno Derrien | Spectateurs : 16 983 Arbitrage : Bruno Derrien |
|                                                 | Rapport                                                                                                  |     |                                                                                | Spectateurs : 16 983 Arbitrage : Bruno Derrien | Spectateurs : 16 983 Arbitrage : Bruno Derrien |

| Journée 19 18 décembre 2005 15e place 22 points | AS Monaco               | 1–0 | Toulouse FC                                             | 18:00 - Stade Louis-II, Monaco                   |                                                  |
|                                                 | Olivier Kapo 85e (pen.) |     | Fodé Mansaré 29e · Lucien Aubey 86e · Achille Emana 86e | Spectateurs : 9 108 Arbitrage : Patrick Lhermite | Spectateurs : 9 108 Arbitrage : Patrick Lhermite |
|                                                 | Rapport                 |     |                                                         | Spectateurs : 9 108 Arbitrage : Patrick Lhermite | Spectateurs : 9 108 Arbitrage : Patrick Lhermite |

| Journée 20 4 janvier 2006 16e place 22 points | OGC Nice                                                                   | 2–1 | Toulouse FC                             | 20:30 - Stade du Ray, Nice                      |                                                 |
|                                               | Bakary Koné 8e · Marama Vahirua 26e · Florent Balmont 73e · Cyril Rool 79e |     | Pantxi Sirieix 66e · Issoumaïla Dao 65e | Spectateurs : 8 726 Arbitrage : Pascal Garibian | Spectateurs : 8 726 Arbitrage : Pascal Garibian |
|                                               | Rapport                                                                    |     |                                         | Spectateurs : 8 726 Arbitrage : Pascal Garibian | Spectateurs : 8 726 Arbitrage : Pascal Garibian |

| Journée 21 12 janvier 2006 16e place 25 points | Toulouse FC                             | 1–0 | Paris Saint-Germain FC                                      | 20:45 - Stadium municipal, Toulouse                |                                                    |
|                                                | Pantxi Sirieix 18e · Daniel Moreira 87e |     | Sylvain Armand 40e · Bernard Mendy 41e · David Rozehnal 65e | Spectateurs : 19 609 Arbitrage : Jean-Paul Chaudre | Spectateurs : 19 609 Arbitrage : Jean-Paul Chaudre |
|                                                | Rapport                                 |     |                                                             | Spectateurs : 19 609 Arbitrage : Jean-Paul Chaudre | Spectateurs : 19 609 Arbitrage : Jean-Paul Chaudre |

| Journée 22 1er février 2006 13e place 28 points | AS Saint-Étienne                          | 1–3 | Toulouse FC | 20:00 - Stade Geoffroy-Guichard, Saint-Étienne |                                                |
|                                                 | Hélder Postiga 51e · Fousseni Diawara 82e |     | Jean-Louis Akpa Akpro 6e · Jérémy Mathieu 56e · Dominique Arribagé 67e · Jean-Louis Akpa Akpro 71e · Dominique Arribagé 81e | Spectateurs : 24 296 Arbitrage : Olivier Thual | Spectateurs : 24 296 Arbitrage : Olivier Thual |
|                                                 | Rapport                                   |     | | Spectateurs : 24 296 Arbitrage : Olivier Thual | Spectateurs : 24 296 Arbitrage : Olivier Thual |

| Journée 23 21 janvier 2006 15e place 29 points | Toulouse FC        | 0–0 | LOSC Lille Métropole  | 20:00 - Stadium municipal, Toulouse             |                                                 |
|                                                | Nicolas Dieuze 16e |     | Nicolas Fauvergue 71e | Spectateurs : 15 408 Arbitrage : Bertrand Layec | Spectateurs : 15 408 Arbitrage : Bertrand Layec |
|                                                | Rapport            |     |                       | Spectateurs : 15 408 Arbitrage : Bertrand Layec | Spectateurs : 15 408 Arbitrage : Bertrand Layec |

| Journée 24 28 janvier 2006 15e place 30 points | Le Mans UC 72                                                                                        | 1–1 | Toulouse FC                                           | 20:00 - stade Léon-Bollée, Le Mans         |                                            |
|                                                | Marko Baša 10e · Túlio de Melo 22e · Davide Chiumiento 57e · Grégory Cerdan 62e · Daisuke Matsui 86e |     | Jean-Louis Akpa Akpro 11e · Jean-Louis Akpa Akpro 11e | Spectateurs : 8 496 Arbitrage : Bruno Coué | Spectateurs : 8 496 Arbitrage : Bruno Coué |
|                                                | Rapport                                                                                              |     |                                                       | Spectateurs : 8 496 Arbitrage : Bruno Coué | Spectateurs : 8 496 Arbitrage : Bruno Coué |

| Journée 25 4 février 2006 13e place 33 points | Toulouse FC                                  | 1–0 | FC Nantes        | 20:00 - Stadium municipal, Toulouse            |                                                |
|                                               | Dominique Arribagé 57e · Nicolas Douchez 90e |     | Habib Bamogo 80e | Spectateurs : 15 159 Arbitrage : Bruno Ruffray | Spectateurs : 15 159 Arbitrage : Bruno Ruffray |
|                                               | Rapport                                      |     |                  | Spectateurs : 15 159 Arbitrage : Bruno Ruffray | Spectateurs : 15 159 Arbitrage : Bruno Ruffray |

| Journée 26 12 février 2006 14e place 34 points | Olympique de Marseille | 0–0 | Toulouse FC                                                    | 18:00 - Stade Vélodrome, Marseille            |                                               |
|                                                | Wilson Oruma 71e       |     | Julien Cardy 30e · Daniel Moreira 40e · Dominique Arribagé 46e | Spectateurs : 47 092 Arbitrage : Saïd Ennjimi | Spectateurs : 47 092 Arbitrage : Saïd Ennjimi |
|                                                | Rapport                |     |                                                                | Spectateurs : 47 092 Arbitrage : Saïd Ennjimi | Spectateurs : 47 092 Arbitrage : Saïd Ennjimi |

| Journée 27 18 février 2006 14e place 34 points | Toulouse FC                                                | 1–2 | RC Strasbourg                                                             | 20:00 - Stadium municipal, Toulouse           |                                               |
|                                                | Issoumaïla Dao 60e · Daniel Moreira 76e · Fodé Mansaré 90e |     | Pontus Farnerud 6e · Yacine Abdessadki 61e (pen.) · Nicolas Puydebois 86e | Spectateurs : 16 833 Arbitrage : Stéphane Bré | Spectateurs : 16 833 Arbitrage : Stéphane Bré |
|                                                | Rapport                                                    |     |                                                                           | Spectateurs : 16 833 Arbitrage : Stéphane Bré | Spectateurs : 16 833 Arbitrage : Stéphane Bré |

| Journée 28 25 février 2006 15e place 34 points | AJ Auxerre                              | 2–0 | Toulouse FC                             | 20:00 - Stade de l'Abbé-Deschamps, Auxerre    |                                               |
|                                                | Kanga Akalé 21e · Thomas Kahlenberg 69e |     | Nicolas Dieuze 24e · Daniel Moreira 41e | Spectateurs : 7 037 Arbitrage : Bruno Derrien | Spectateurs : 7 037 Arbitrage : Bruno Derrien |
|                                                | Rapport                                 |     |                                         | Spectateurs : 7 037 Arbitrage : Bruno Derrien | Spectateurs : 7 037 Arbitrage : Bruno Derrien |

| Journée 29 4 mars 2006 15e place 35 points | Toulouse FC                             | 1–1 | AS Nancy-Lorraine                                                    | 20:00 - Stadium municipal, Toulouse              |                                                  |
|                                            | Stéphane Lièvre 56e · Achille Emana 75e |     | Jonathan Brison 58e · Adrian Sarkisian 68e · Gennaro Bracigliano 81e | Spectateurs : 13 454 Arbitrage : Laurent Duhamel | Spectateurs : 13 454 Arbitrage : Laurent Duhamel |
|                                            | Rapport                                 |     |                                                                      | Spectateurs : 13 454 Arbitrage : Laurent Duhamel | Spectateurs : 13 454 Arbitrage : Laurent Duhamel |

| Journée 30 11 mars 2006 15e place 35 points | FC Girondins de Bordeaux                                | 2–0 | Toulouse FC                         | 20:00 - Stade Jacques-Chaban-Delmas, Bordeaux   |                                                 |
|                                             | Henrique 62e · Denílson 81e · Nicolas Douchez 84e (csc) |     | Henri Bedimo 83e · Fodé Mansaré 86e | Spectateurs : 24 110 Arbitrage : Damien Ledentu | Spectateurs : 24 110 Arbitrage : Damien Ledentu |
|                                             | Rapport                                                 |     |                                     | Spectateurs : 24 110 Arbitrage : Damien Ledentu | Spectateurs : 24 110 Arbitrage : Damien Ledentu |

| Journée 31 18 mars 2006 15e place 36 points | Toulouse FC                                                    | 1–1 | RC Lens               | 20:00 - Stadium municipal, Toulouse            |                                                |
|                                             | Fodé Mansaré 28e · Nicolas Dieuze 42e · Dominique Arribagé 74e |     | Pierre-Alain Frau 67e | Spectateurs : 16 291 Arbitrage : Olivier Thual | Spectateurs : 16 291 Arbitrage : Olivier Thual |
|                                             | Rapport                                                        |     |                       | Spectateurs : 16 291 Arbitrage : Olivier Thual | Spectateurs : 16 291 Arbitrage : Olivier Thual |

| Journée 32 25 mars 2006 15e place 37 points | Olympique lyonnais                   | 1–1 | Toulouse FC                                                   | 17:15 - Stade de Gerland, Lyon                   |                                                  |
|                                             | Florent Malouda 29e · John Carew 49e |     | Daniel Moreira 44e · Albin Ebondo 45e · Bryan Bergougnoux 64e | Spectateurs : 39 794 Arbitrage : Pascal Garibian | Spectateurs : 39 794 Arbitrage : Pascal Garibian |
|                                             | Rapport                              |     |                                                               | Spectateurs : 39 794 Arbitrage : Pascal Garibian | Spectateurs : 39 794 Arbitrage : Pascal Garibian |

| Journée 33 2 avril 2006 15e place 37 points | Toulouse FC | 0–1 | Stade rennais FC                                                   | 18:00 - Stadium municipal, Toulouse               |                                                   |
|                                             |             |     | Yoann Gourcuff 12e · Lucien Aubey 73e (csc) · Andreas Isaksson 88e | Spectateurs : 16 686 Arbitrage : Patrick Lhermite | Spectateurs : 16 686 Arbitrage : Patrick Lhermite |
|                                             | Rapport     |     |                                                                    | Spectateurs : 16 686 Arbitrage : Patrick Lhermite | Spectateurs : 16 686 Arbitrage : Patrick Lhermite |

| Journée 34 8 avril 2006 15e place 37 points | AC Ajaccio       | 1–0 | Toulouse FC | 20:00 - Stade François-Coty, Ajaccio           |                                                |
|                                             | Kaba Diawara 64e |     |             | Spectateurs : 3 250 Arbitrage : Claude Colombo | Spectateurs : 3 250 Arbitrage : Claude Colombo |
|                                             | Rapport          |     |             | Spectateurs : 3 250 Arbitrage : Claude Colombo | Spectateurs : 3 250 Arbitrage : Claude Colombo |

| Journée 35 14 avril 2006 15e place 40 points | Toulouse FC                                                    | 2–0 | FC Metz           | 20:00 - Stadium municipal, Toulouse           |                                               |
|                                              | Francileudo Santos 18e · Daniel Moreira 45e · Julien Cardy 84e |     | Babacar Gueye 86e | Spectateurs : 16 272 Arbitrage : Tony Chapron | Spectateurs : 16 272 Arbitrage : Tony Chapron |
|                                              | Rapport                                                        |     |                   | Spectateurs : 16 272 Arbitrage : Tony Chapron | Spectateurs : 16 272 Arbitrage : Tony Chapron |

| Journée 36 30 avril 2006 15e place 40 points | ESTAC                                                              | 3–1 | Toulouse FC        | 17:10 - Stade de l'Aube, Troyes                        |                                                        |
|                                              | Sébastien Dallet 48e · Sébastien Grax 79e (pen.) · Ziad Jaziri 82e |     | Laurent Batlles 3e | Spectateurs : 13 023 Arbitrage : Jean-Charles Cailleux | Spectateurs : 13 023 Arbitrage : Jean-Charles Cailleux |
|                                              | Rapport                                                            |     |                    | Spectateurs : 13 023 Arbitrage : Jean-Charles Cailleux | Spectateurs : 13 023 Arbitrage : Jean-Charles Cailleux |

| Journée 37 6 mai 2006 15e place 41 points | Toulouse FC                                                                                  | 3–3 | AS Monaco | 20:00 - Stadium municipal, Toulouse               |                                                   |
|                                           | Francileudo Santos 31e · Nicolas Dieuze 71e · Daniel Moreira 82e (pen.) · Nicolas Dieuze 88e |     | Serge Gakpé 38e · Manuel Dos Santos 40e · Ernesto Chevantón 56e · Ernesto Chevantón 87e · Jaroslav Plašil 89e | Spectateurs : 20 176 Arbitrage : Hervé Piccirillo | Spectateurs : 20 176 Arbitrage : Hervé Piccirillo |
|                                           | Rapport                                                                                      |     | | Spectateurs : 20 176 Arbitrage : Hervé Piccirillo | Spectateurs : 20 176 Arbitrage : Hervé Piccirillo |

| Journée 38 26 mai 2007 16e place 41 points | Toulouse FC                                                 | 1–2 | FC Sochaux-Montbéliard                                                 | 20:00 - Stadium municipal, Toulouse            |                                                |
|                                            | Laurent Batlles 7e · Laurent Batlles 30e · Lucien Aubey 41e |     | Guirane N'Daw 65e · Weldon 79e · Mevlüt Erding 89e · Mevlüt Erding 90e | Spectateurs : 22 367 Arbitrage : Bruno Ruffray | Spectateurs : 22 367 Arbitrage : Bruno Ruffray |
|                                            | Rapport                                                     |     |                                                                        | Spectateurs : 22 367 Arbitrage : Bruno Ruffray | Spectateurs : 22 367 Arbitrage : Bruno Ruffray |

### Coupe de France
| 7 janvier 2006 Trente-deuxième de finale | AS Lyon-Duchère (CFA) | 2 – 1. | Toulouse FC | Stade de Balmont, Lyon |  |
|                                          |                       |        |             |                        |  |

### Coupe de la Ligue
| 26 octobre 2005 Seizième de finale | Le Havre AC        | 0 – 1 | Toulouse FC                                                                           | Stade Jules-Deschaseaux, Le Havre                |                                                  |
|                                    | Didier Digard 105e |       | 26e Yacine Abdessadki · 96e Pantxi Sirieix · 97e Daniel Moreira · 117e Daniel Moreira | Spectateurs : 8 143 Arbitrage : Dominique Fraise | Spectateurs : 8 143 Arbitrage : Dominique Fraise |
|                                    | (rapport)          |       |                                                                                       | Spectateurs : 8 143 Arbitrage : Dominique Fraise | Spectateurs : 8 143 Arbitrage : Dominique Fraise |

| 21 décembre 2005 Huitième de finale | Toulouse FC                                  | 2 – 0 | Paris Saint-Germain FC | Stadium municipal, Toulouse                      |                                                  |
|                                     | Fodé Mansaré 87e · Daniel Moreira 90e (pen.) |       | 50e Stéphane Pichot    | Spectateurs : 17 132 Arbitrage : Stéphane Lannoy | Spectateurs : 17 132 Arbitrage : Stéphane Lannoy |
|                                     | (rapport)                                    |       |                        | Spectateurs : 17 132 Arbitrage : Stéphane Lannoy | Spectateurs : 17 132 Arbitrage : Stéphane Lannoy |

| 18 janvier 2006 Quart de finale | Toulouse FC | 0 – 2 | AS Monaco                                                                   | Stadium municipal, Toulouse                  |                                              |
|                                 |             |       | 59e Maicon · 66e Jaroslav Plašil · 74e Lucas Bernardi · 93e Christian Vieri | Spectateurs : 15 712 Arbitrage : Éric Poulat | Spectateurs : 15 712 Arbitrage : Éric Poulat |
|                                 | (rapport)   |       |                                                                             | Spectateurs : 15 712 Arbitrage : Éric Poulat | Spectateurs : 15 712 Arbitrage : Éric Poulat |